# Levantamento de peso nos Jogos Sul-Americanos de 2006
O levantamento de peso nos Jogos Sul-Americanos de 2006, realizado em Buenos Aires, foi disputado entre 16 e 18 de novembro de 2010, no Centro Nacional de Alto Rendimento Desportivo—CeNARD. Este evento também foi organizado junto com o Campeonato Sul-Americano de Halterofilismo, onde são dadas medalhas separadamente, uma para a prova do arranco, outra para o arremesso e outra para o total levantado.

## Resultados

### Eventos masculinos
Ref.
| Event     | Ouro                          | Ouro   | Prata                                | Prata  | Bronze                               | Bronze |
| 56 kg     | 56 kg                         | 56 kg  | 56 kg                                | 56 kg  | 56 kg                                | 56 kg  |
| --------- | ----------------------------- | ------ | ------------------------------------ | ------ | ------------------------------------ | ------ |
| Arranque  | Sergio Rada · Colômbia        | 110 kg | Jaime Iturra · Chile                 | 105 kg | Enrique Valencia · Equador           | 105 kg |
| Arremesso | Sergio Rada · Colômbia        | 145 kg | Enrique Valencia · Equador           | 132 kg | Jaime Iturra · Chile                 | 127 kg |
| Total     | Sergio Rada · Colômbia        | 255 kg | Enrique Valencia · Equador           | 237 kg | Jaime Iturra · Chile                 | 232 kg |
| 62 kg     |                               |        |                                      |        |                                      |        |
| Arranque  | Diego Salazar · Colômbia      | 135 kg | Hugo Catalán · Argentina             | 115 kg | Carlos Marquez · Equador             | 102 kg |
| Arremesso | Diego Salazar · Colômbia      | 165 kg | Hugo Catalán · Argentina             | 140 kg | Carlos Marquez · Equador             | 135 kg |
| Total     | Diego Salazar · Colômbia      | 300 kg | Hugo Catalán · Argentina             | 255 kg | Carlos Marquez · Equador             | 237 kg |
| 69 kg     |                               |        |                                      |        |                                      |        |
| Arranque  | Israel Rubio · Venezuela      | 136 kg | Juan Francisco Ruiz · Colômbia       | 131 kg | Ricardo Flores Quishpe · Equador     | 130 kg |
| Arremesso | Eduardo Hernan · Venezuela    | 173 kg | Juan Francisco Ruiz · Colômbia       | 172 kg | Israel Rubio · Venezuela             | 163 kg |
| Total     | Eduardo Hernan · Venezuela    | 303 kg | Juan Francisco Ruiz · Colômbia       | 303 kg | Israel Rubio · Venezuela             | 299 kg |
| 77 kg     |                               |        |                                      |        |                                      |        |
| Arranque  | Julio Idrovo · Equador        | 147 kg | Edison Angulo · Colômbia             | 145 kg | Carlos Andica · Colômbia             | 144 kg |
| Arremesso | Edison Angulo · Colômbia      | 180 kg | Octavio Mejias · Venezuela           | 178 kg | Carlos Andica · Colômbia             | 177 kg |
| Total     | Edison Angulo · Colômbia      | 325 kg | Carlos Andica · Colômbia             | 321 kg | Octavio Mejias · Venezuela           | 319 kg |
| 85 kg     |                               |        |                                      |        |                                      |        |
| Arranque  | Héctor Ballesteros · Colômbia | 157 kg | José Oliver · Colômbia               | 157 kg | Herbis Marquez · Venezuela           | 156 kg |
| Arremesso | José Oliver Ruiz · Colômbia   | 198 kg | Héctor Ballesteros · Colômbia        | 197 kg | Herbis Marquez · Venezuela           | 190 kg |
| Total     | José Oliver Ruiz · Colômbia   | 355 kg | Héctor Ballesteros · Colômbia        | 354 kg | Herbis Marquez · Venezuela           | 346 kg |
| 94 kg     |                               |        |                                      |        |                                      |        |
| Arranque  | Eduardo Guadamud · Equador    | 165 kg | Julio Luna · Venezuela               | 164 kg | José Maria Barros · Argentina        | 145 kg |
| Arremesso | Julio Luna · Venezuela        | 205 kg | Eduardo Guadamud · Equador           | 200 kg | José Maria Barros · Argentina        | 171 kg |
| Total     | Julio Luna · Venezuela        | 369 kg | Eduardo Guadamud · Equador           | 365 kg | José Maria Barros · Argentina        | 316 kg |
| 105 kg    |                               |        |                                      |        |                                      |        |
| Arranque  | Boris Burov · Equador         | 174 kg | Héctor Pineda Villarreal · Venezuela | 165 kg | Damián Abbiate · Argentina           | 156 kg |
| Arremesso | Ángel Daza · Venezuela        | 198 kg | Héctor Pineda Villarreal · Venezuela | 196 kg | Boris Burov · Equador                | 192 kg |
| Total     | Boris Burov · Equador         | 366 kg | Héctor Pineda Villarreal · Venezuela | 361 kg | Ángel Daza · Venezuela               | 353 kg |
| +105 kg   |                               |        |                                      |        |                                      |        |
| Arranque  | Cristián Escalante · Chile    | 174 kg | Lauri Blair · Brasil                 | 162 kg | Víctor Heredia Gutierrez · Venezuela | 161 kg |
| Arremesso | William Solís · Colômbia      | 215 kg | Víctor Heredia Gutierrez · Venezuela | 215 kg | Cristián Escalante · Chile           | 207 kg |
| Total     | Cristián Escalante · Chile    | 381 kg | Víctor Heredia Gutierrez · Venezuela | 376 kg | William Solís · Colômbia             | 372 kg |

### Eventos femininos
Ref.
| Event     | Ouro                        | Ouro   | Prata                       | Prata  | Bronze                              | Bronze |
| 48 kg     | 48 kg                       | 48 kg  | 48 kg                       | 48 kg  | 48 kg                               | 48 kg  |
| --------- | --------------------------- | ------ | --------------------------- | ------ | ----------------------------------- | ------ |
| Arranque  | Remigia Arcila · Venezuela  | 73 kg  | Malvina Verón · Argentina   | 69 kg  | Aline Campeiro · Brasil             | 67 kg  |
| Arremesso | Betsi Rivas · Venezuela     | 92 kg  | Malvina Verón · Argentina   | 87 kg  | Aline Campeiro · Brasil             | 86 kg  |
| Total     | Malvina Verón · Argentina   | 156 kg | Aline Campeiro · Brasil     | 153 kg | Lorena Vargas · Chile               | 145 kg |
| 53 kg     |                             |        |                             |        |                                     |        |
| Arranque  | Ana Lemus · Colômbia        | 83 kg  | Rusmeris Villar · Colômbia  | 80 kg  | Mirna Jaramillo · Equador           | 77 kg  |
| Arremesso | Ana Lemus · Colômbia        | 104 kg | Rusmeris Villar · Colômbia  | 104 kg | Inmara Henríquez · Venezuela        | 102 kg |
| Total     | Ana Lemus · Colômbia        | 187 kg | Rusmeris Villar · Colômbia  | 184 kg | Inmara Henríquez · Venezuela        | 178 kg |
| 58 kg     |                             |        |                             |        |                                     |        |
| Arranque  | Mercedes Pérez · Colômbia   | 95 kg  | Alexandra Escobar · Equador | 90 kg  | Gretty Lugo · Venezuela             | 89 kg  |
| Arremesso | Gretty Lugo · Venezuela     | 113 kg | Mónica Picón · Colômbia     | 112 kg | Mercedes Pérez · Colômbia           | 108 kg |
| Total     | Mercedes Pérez · Colômbia   | 203 kg | Gretty Lugo · Venezuela     | 202 kg | Mónica Picón · Colômbia             | 200 kg |
| 63 kg     |                             |        |                             |        |                                     |        |
| Arranque  | Leidy Solís · Colômbia      | 95 kg  | Rosa Tenorio · Equador      | 91 kg  | Solenny Villazmil · Venezuela       | 89 kg  |
| Arremesso | Leidy Solís · Colômbia      | 120 kg | Rosa Tenorio · Equador      | 111 kg | Solenny Villazmil · Venezuela       | 110 kg |
| Total     | Leidy Solís · Colômbia      | 215 kg | Rosa Tenorio · Equador      | 202 kg | Solenny Villazmil · Venezuela       | 199 kg |
| 69 kg     |                             |        |                             |        |                                     |        |
| Arranque  | Ángela Medina · Colômbia    | 102 kg | Leuzkis Farias · Venezuela  | 85 kg  | María del Carmen Acosta · Argentina | 80 kg  |
| Arremesso | Ángela Medina · Colômbia    | 125 kg | Leuzkis Farias · Venezuela  | 102 kg | María del Carmen Acosta · Argentina | 100 kg |
| Total     | Ángela Medina · Colômbia    | 227 kg | Leuzkis Farias · Venezuela  | 187 kg | María del Carmen Acosta · Argentina | 180 kg |
| 75 kg     |                             |        |                             |        |                                     |        |
| Arranque  | Ubaldina Valoyes · Colômbia | 105 kg | Claret Bellorin · Venezuela | 102 kg | nenhuma                             |        |
| Arremesso | Ubaldina Valoyes · Colômbia | 130 kg | Claret Bellorin · Venezuela | 124 kg | nenhuma                             |        |
| Total     | Ubaldina Valoyes · Colômbia | 235 kg | Claret Bellorin · Venezuela | 226 kg | nenhuma                             |        |
| +75 kg    |                             |        |                             |        |                                     |        |
| Arranque  | Seledina Nieve · Equador    | 117 kg | Jessica Pacho · Equador     | 96 kg  | nenhuma                             |        |
| Arremesso | Seledina Nieve · Equador    | 147 kg | Jessica Pacho · Equador     | 115 kg | nenhuma                             |        |
| Total     | Seledina Nieve · Equador    | 264 kg | Jessica Pacho · Equador     | 211 kg | nenhuma                             |        |

## Quadro de medalhas
No total combinado
| Pos.               | País               | Ouro | Prata | Bronze | Total |
| ------------------ | ------------------ | ---- | ----- | ------ | ----- |
| 1                  | Colômbia           | 9    | 4     | 2      | 15    |
| 2                  | Venezuela          | 2    | 5     | 6      | 13    |
| 3                  | Equador            | 2    | 4     | 1      | 7     |
| 4                  | Argentina          | 1    | 1     | 2      | 4     |
| 5                  | Chile              | 1    | 0     | 2      | 3     |
| 6                  | Brasil             | 0    | 1     | 0      | 1     |
| Total (6 entradas) | Total (6 entradas) | 15   | 15    | 13     | 43    |

Quadro geral de medalhas
| Pos.               | País               | Ouro | Prata | Bronze | Total |
| ------------------ | ------------------ | ---- | ----- | ------ | ----- |
| 1                  | Colômbia           | 26   | 12    | 5      | 43    |
| 2                  | Venezuela          | 9    | 14    | 14     | 37    |
| 3                  | Equador            | 7    | 11    | 7      | 25    |
| 4                  | Chile              | 2    | 1     | 4      | 7     |
| 5                  | Argentina          | 1    | 5     | 7      | 13    |
| 6                  | Brasil             | 0    | 2     | 2      | 4     |
| Total (6 entradas) | Total (6 entradas) | 45   | 45    | 39     | 129   |